# رولاند لسینگ
رولاند لسینگ (استونیایی: Roland Lessing؛ زادهٔ ۱۴ آوریل ۱۹۷۸) ورزشکار دوگانه اهل استونی است.
وی در بازی‌های المپیک زمستانی ۲۰۰۲، ۲۰۰۶، ۲۰۱۰، ۲۰۱۴ و ۲۰۱۸ شرکت کرده‌است.